# Chiesa di San Piero a Ema
La chiesa di San Piero a Ema si trova a Ponte a Ema, frazione di Bagno a Ripoli in provincia di Firenze.

## Storia e descrizione
Anticamente appartenuta ai Cluniacensi e poi agli Olivetani, non conserva tracce della sua struttura originaria, risalente al X secolo, ad eccezione della muratura a vista sopra gli archi che separano la navata destra dalla principale.
Al suo interno conserva diverse opere, tra cui una croce astile in rame (secolo XIV) di manifattura toscana, con formelle quadrilobe incise a bulino, un Crocifisso ligneo attribuito a Marco del Tasso (secolo XVI), e una tavola con Madonna col Bambino (1511) di scuola toscana.